# Pão de Açúcar
Pão de Açúcar là một đô thị thuộc bang Alagoas, Brasil. Đô thị này có diện tích 658,96 km², dân số năm 2007 là 23857 người, mật độ 36,2 người/km².